# Iris Ministries
Iris Ministries är en amerikansk hjälporganisation grundad 1980 av missionärsparet Rolland och Heidi Baker.
Inledningsvis arbetade man främst i Ostasien men 1995 flyttade man sin bas till Moçambique. Arbetet har sedan dess vuxit explosionsartat till att mätta 10 000 barn per dag, ett nätverk med tusentals kyrkor samt 5 bibelskolor, tre grundskolor och 1 missionskola. 